# Duranta mutisii
Duranta mutisii comúnmente conocida como espino, es un arbusto de la familia Verbenaceae que se encuentra en América del Sur.

## Descripción

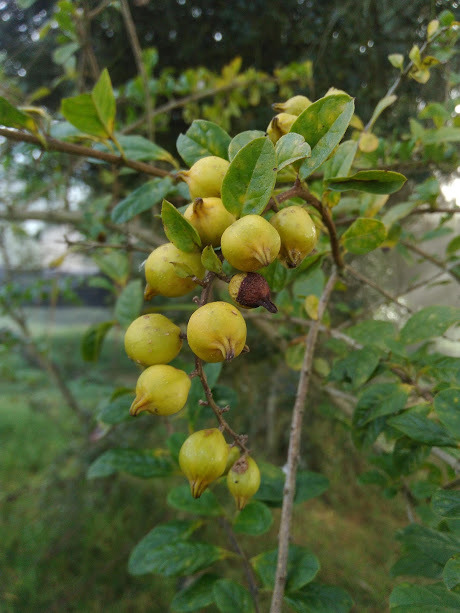
Frutos.

Es un arbusto que puede alcanzar los 8 metros de altura, con follaje más o menos denso, presenta una copa irregular, con ramificación abundante y ramas subcuadrangulares. Sus hojas son simples opuestas, con borde entero, lisas, coriáceas, con un ápice agudo y base de forma cuneada, sin estípulas y sin exudado. Las espinas son opuestas y curvas. Las flores so de color azul celeste, de forma tubular, agrupadas en inflorescencias axilares en forma de racimo. Los frutos son amarillos de forma redonda, apiculados, con pulpa amarilla y cada uno contiene una semilla.

## Distribución
Se distribuye en América del Sur a una altitud de entre 1800 a 3000 metros sobre el nivel del mar, en los siguientes países: Colombia, Ecuador, Perú y Venezuela.

## Usos
Sirve de alimento para gran diversidad de fauna nativa; sus flores y frutos sirven de alimento para insectos y aves, sus hojas son alimento de diversa cantidad de larvas, por ejemplo las larvas de Rothschildia aricia que producen seda.
La planta se usa también para contrarrestar la deforestación, uso en cercas y también como ornamental en parques.